# Troll-Elgen

Troll-Elgen est un roman de l'écrivain norvégien Mikkjel Fønhus paru pour la première fois en 1921 chez l'éditeur Aschehoug.

## Histoire
Rauten, un Élan, est poursuivi par un chasseur, Gaupe, mais tous les deux meurent à la fin du roman.

## Adaptations
- 1927 : Troll-Elgen de Walter Fyrst

## Source de la traduction
- (en) Cet article est partiellement ou en totalité issu de l’article de Wikipédia en anglais intitulé « Troll-Elgen » (voir la liste des auteurs).